# Club Baloncesto Santa Cruz
El Club Baloncesto Santa Cruz es un club de baloncesto de España con sede en Santa Cruz de Tenerife (Islas Canarias). Se fundó en 1987 compitiendo solo dos temporadas. En 2003 volvía a reanudar su actividad deportiva. Actualmente compite en 1ª División Autonómica, después de haber estado varias temporadas en categoría nacional.

## Historia

### Nacimiento
El Club Baloncesto Santa Cruz, se fundó el 8 de octubre de 1987, por un grupo de entusiastas del deporte de la canasta en la ciudad de Santa Cruz y su primera junta directiva tuvo como primer presidente a D. Ricardo Vidal Ferrer, un valenciano afincado en Tenerife y delegado en Canarias en aquel momento de la empresa Frutos Secos Casa Ricardo S.L. Ese mismo año el equipo participa en el máximo nivel del baloncesto regional, la Segunda División. En su primera campaña consigue salvar la categoría. Y en la segunda el equipo consiguió sorpresivamente quedar subcampeón del grupo canario por lo que se ganó el derecho a disputar una eliminatoria previa a la fase de ascenso al baloncesto nacional disputada esa temporada en Cádiz.
El CB Santa Cruz quedó emparejado con el subcampeón de la liga vasca, siendo claros favoritos los peninsulares, pero el equipo chicharrero volvía a romper con los pronósticos y ganaba la eliminatoria, al vencer a los vascos, y posteriormente al Sferic Tarrasa y al San Isidro de la Orotava en su propia cancha. De esta forma se clasificó para la fase final por el ascenso en Cádiz como mejor equipo de la comunidad autónoma de canarias y ganador de la fase sector celebrada.
En la fase de ascenso el CB Santa Cruz quedó en la quinta posición de ocho equipos, un puesto meritorio que a la postre por la renuncia de terceros le daba el ascenso a la Primera División B (entonces segunda categoría nacional). Tras muchas reuniones y tomas de contacto con patrocinadores se decidió, a pesar de la negativa de algunos de los directivos, renunciar a competir en el baloncesto nacional. Ese mismo verano otros equipos punteros de las islas atraídos por la gran campaña del conjunto capitalino se pusieron en contacto con varios de sus jugadores, dejando al CB Santa Cruz en cuadro. Esto motivo que el equipo no saliera a competir, se puede decir que el equipo murió a causa del éxito cosechado la temporada anterior.

### Nueva etapa
En verano de 2003 se firmó un convenio por el que el Club Baloncesto Atlántis cedía su plaza en 1ª División Autonómica, su cantera y su equipo deportivo al CB Santa Cruz para recuperar la historia de este gran club. De este modo el equipo renacía años más tarde.
Tras varios años en 1ª División Autonómica el equipo le cede la plaza al Tenerife C.B., tras la firma de un convenio de colaboración. Pero el CB Santa Cruz siguió trabajando y consiguió dos nuevos ascensos que le llevaron a participar en la temporada 2011-12 por primera vez en su historia en una liga de carácter nacional la Liga EBA.
Durante 4 años el equipo se mantuvo en categoría nacional con un debut espectacular disputando el play-off final de ascenso contra el Palma en dos partidos muy competidos primero en Tenerife y después en la isla de Mallorca donde a falta de pocos minutos el equipo mantenía sus opciones de ascenso en un pabellón repleto de aficionados y con casi 50 seguidores del CB Santa Cruz. Por primera vez rozamos el ascenso a LEB Plata.
En la temporada 2012-13 el equipo repetiría la hazaña con menos presupuesto y una plantilla más limitada en recursos humanos pero muy competitiva y que tuvo un gran rendimiento. Tras un gran año el equipo llegaba a las fase de ascenso en Cambados donde compitió con el equipo local y el Novaschool de Málaga entre otros. Al tercer y último partido llegamos con opciones de ascenso hasta el descanso. En la segunda parte el partido se abrió y nos quedamos a las puertas por segunda vez de un ascenso a categoría superior.
Fue la temporada 2013-14 la que llevó al equipo a la zona baja tras una plaga de lesiones después del parón de Navidad. En la jornada 13 el CB Santa Cruz marchaba en puestos de play-off por tercer año consecutivo pero la dinámica se invertía y por primera vez el equipo pasaba apuros para salvar la categoría, en un descenso que llegó en la siguiente temporada tras luchar hasta el final por mantenerse en la categoría.
Tras varios años en 1ª División Autonómica, en la temporada 2021-22 tras quedar subcampeón en la fase final, consigue de nuevo el ascenso a la Liga EBA. Solo pudo mantener la categoría durante una temporada, retornado a 1.ª División Autonómica en la que compite actualmente.

### Historial Liga
| Temporada | Categoría              | Nivel | Puesto | Balance | Playoff               | Copa del Rey |
| 1987-1988 | 2ª División            | 3     |        |         |                       |              |
| 1988-1989 | 2ª División            | 3     | 1.º    |         |                       |              |
| 2004-2005 | 1ª División Autonómica | 5     |        |         |                       |              |
| 2005-2006 | 1ª División Autonómica | 5     | 4.º    | 9-7     | Semifinal (4.º)       |              |
| 2006-2007 | 1ª División Autonómica | 5     | 3.º    | 10-8    | Semifinal (3.º)       |              |
| 2007-2008 | 1ª División Autonómica | 6     | 9.º    | 7-13    |                       |              |
| 2008-2009 | 2ª División Autonómica | 7     | 2.º    | 13-3    | 3.º (0-2)             |              |
| 2009-2010 | 1ª División Autonómica | 5     | 9.º    | 7-15    |                       |              |
| 2010-2011 | 1ª División Autonómica | 5     | 3.º    | 14-4    | Final four 1.º (3-0)  |              |
| 2011-2012 | Liga EBA Grupo B       | 4     | 3.º    | 25-5    | Fase final 8.º (1-3)  |              |
| 2012-2013 | Liga EBA Grupo B       | 4     | 3.º    | 18-10   | Fase final 15.º (1-2) |              |
| 2013-2014 | Liga EBA Grupo B       | 4     | 10.º   | 13-17   |                       |              |
| 2014-2015 | Liga EBA Grupo B       | 4     | 14.º   | 8-18    |                       |              |
| 2015-2016 | 1ª División Autonómica | 5     | 6.º    | 6-10    |                       |              |
| 2016-2017 | 1ª División Autonómica | 5     | 4.º    | 5-10    | Final four 4.º (0-2)  |              |
| 2017-2018 | 1ª División Autonómica | 5     | 4.º    | 8-8     | Final four 4.º (0-2)  |              |
| 2018-2019 | 1ª División Autonómica | 5     | 8.º    | 6-12    |                       |              |
| 2019-2020 | 1ª División Autonómica | 5     | 3.º    | 12-4    |                       |              |
| 2020-2021 | 1ª División Autonómica | 5     | 7.º    | 5-9     |                       |              |
| 2021-2022 | 1ª División Autonómica | 5     | 3.º    | 10-6    | Final eight 2.º (2-1) |              |
| 2022-2023 | Liga EBA Grupo BA      | 4     | 13.º   | 6-20    |                       |              |
| 2023-2024 | 1ª División Autonómica | 5     | 6.º    | 11-9    |                       |              |
| 2024-2025 | 1ª División Autonómica | 5     | 1.º    | 14-2    | Final eight 2.º (2-1) |              |

| Leyenda                |
| Primer Nivel Nacional  |
| Segundo Nivel Nacional |
| Tercer Nivel Nacional  |
| Cuarto Nivel Nacional  |
| Primer Nivel Regional  |

### Datos del Club
- 0 Temporadas en Primer Nivel Nacional
- 0 Temporadas en Segundo Nivel Nacional
- 0 Temporadas en Tercer Nivel Nacional
- 5 Temporadas en Cuarto Nivel Nacional
  - 5 Temporadas en Liga EBA
- 17  Temporadas  Primer Nivel Regional
  - 15 Temporadas en 1ª División Autonómica
  - 2 Temporadas en 2ª División Canarias
- 1  Temporadas  Segundo Nivel Regional
  - 1 Temporadas en  2ª División Autonómica